# Boytronic
Boytronic — немецкая музыкальная группа, работающая в стиле синти-поп, вместе с Camouflage и Alphaville одна из известных в мире немецких синти-поп-групп. Её крупнейшим успехом была песня «You», в 1983 году изданная на лейбле Mercury Records.
В 1990-е годы группа продюсировалась в Гамбурге в Matiz Studio теми же людьми, что и группа U96.

## Дискография

### Альбомы
- The Working Model (1983) — 48 место в Германии[8]
- Continental (1985)
- Godspell (1986) (неизданный)
- Love for Sale (1988)
- Boyzclub Remixes (1991)
- The Heart And The Machine (1992)
- A Feather on the Breath of God (1995) (неизданный)
- Autotunes (2002)
- The Working Model - Reverse (2003)
- Maxi (2004)
- The Continental (The Replace) (2005)
- Dependence (ноябрь 2006)
- Jewel (ноябрь 2017)
- The Robot Treatment (2019)

### Синглы
- «You» (1983) — 10 место в Германии[9]
- «Luna Square» (1983)
- «Diamonds And Loving Arms» (1984)
- «You» (US release) (1984)
- «Man In A Uniform» (1984)
- «Hold On» (1984)
- «Late Night Satellite» (1985)
- «Hurts» (1986)
- «You» ('86 release) (1986)
- «Bryllyant» (1988)
- «I Will Survive» (1988)
- «Tears» (1988)
- «Don't Let me Down» (1988) — 45 место в Германии[10]
- «Trigger Track '89» (1989)
- «Hold On» ('91 release) (1991)
- «You» ('91 release) (1991)
- «Pictures Of You» (1992)
- «My Baby Lost Her Way» (1992)
- «Send Me An Angel» (1994) — 95 место в Германии[11]
- «Blue Velvet» (1995)
- «Living Without You» 1 (2002)
- «Living Without You» 2 (2002)